# پرستوی خوش‌آمدگو
پرستوی خوش‌آمدگو یا پرستوی پیام‌رسان (نام علمی: Hirundo neoxena) نام یک گونه از سرده پرستوهای نمادین است.

## نگارخانه

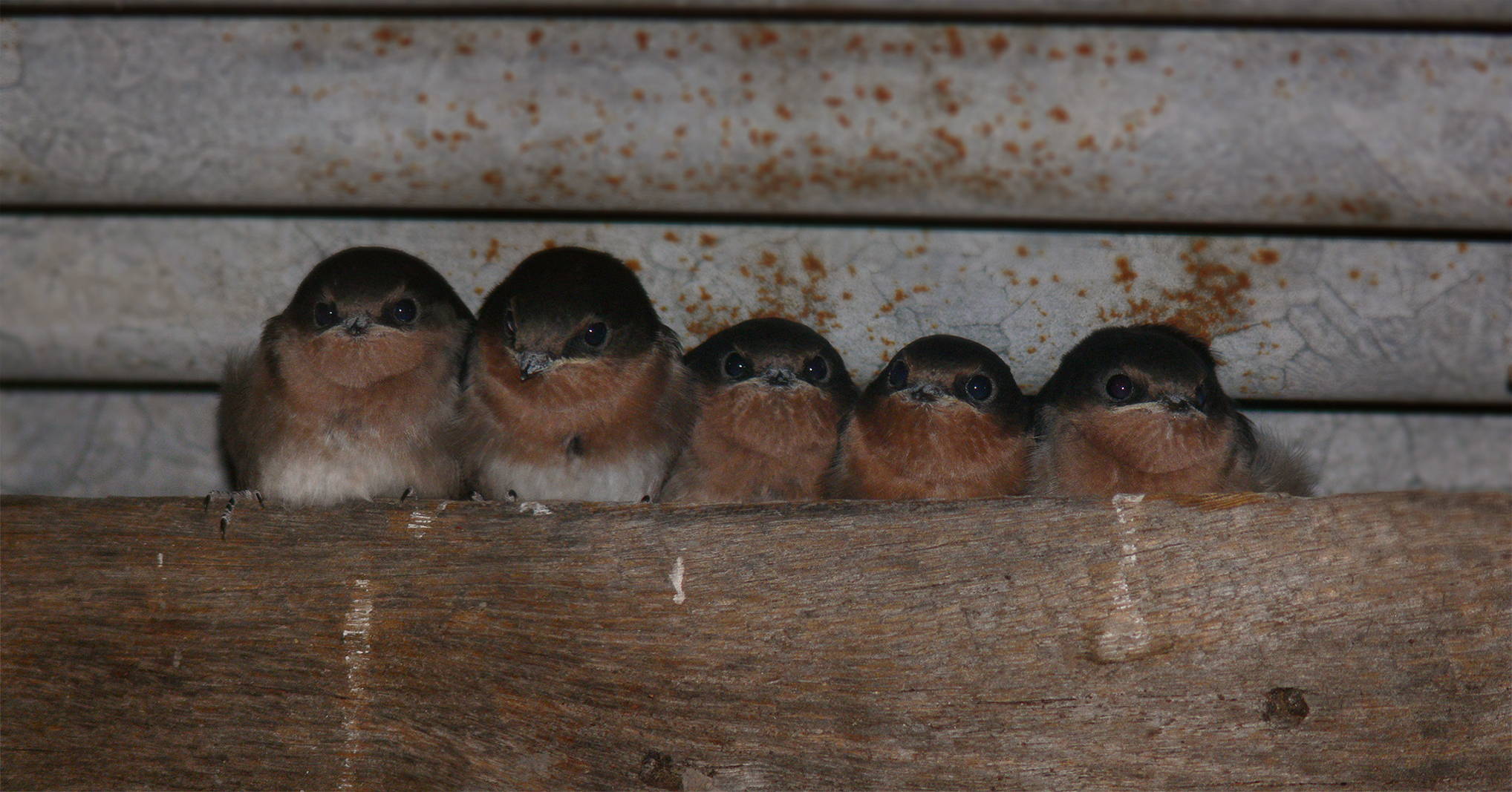
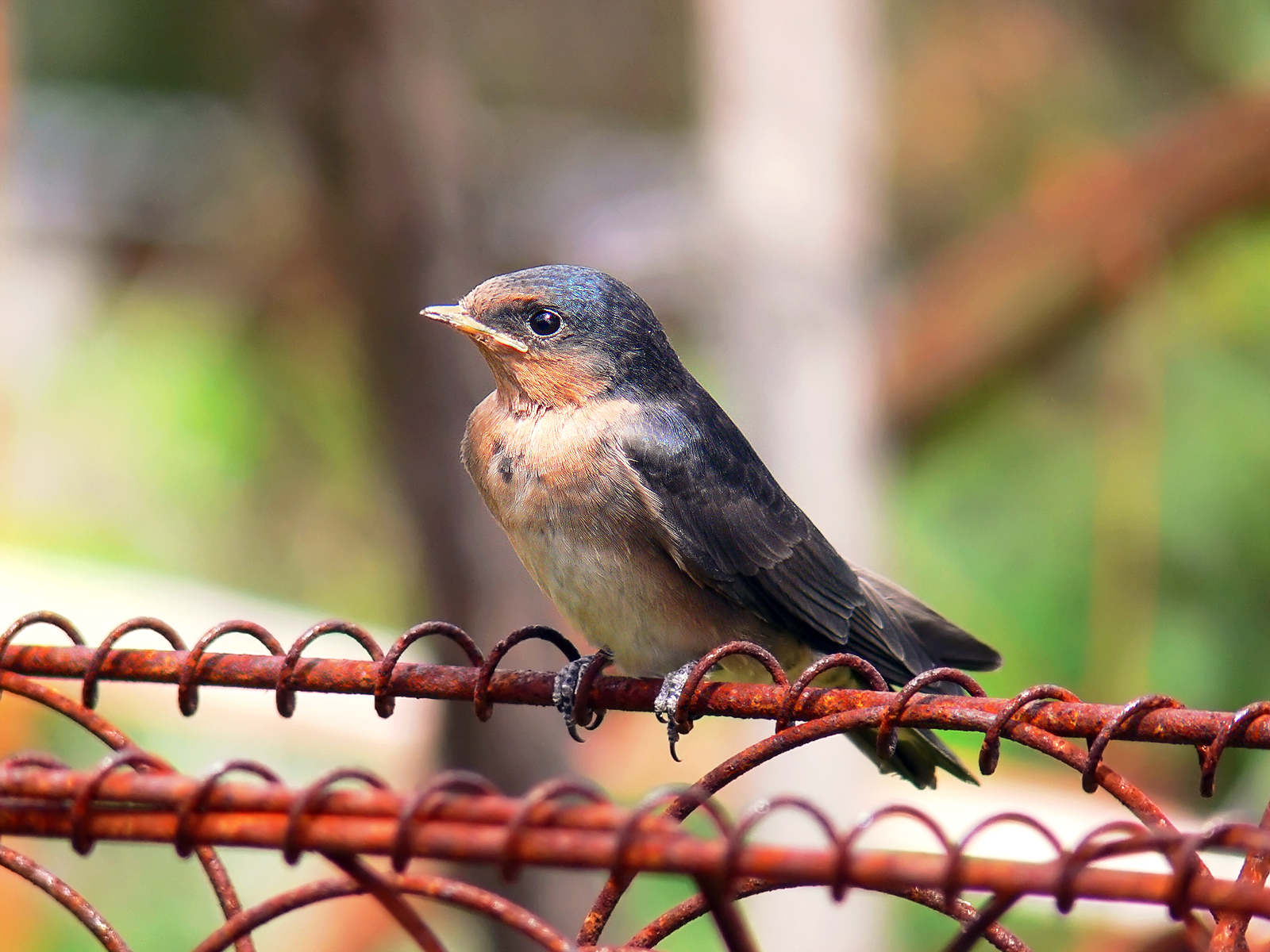
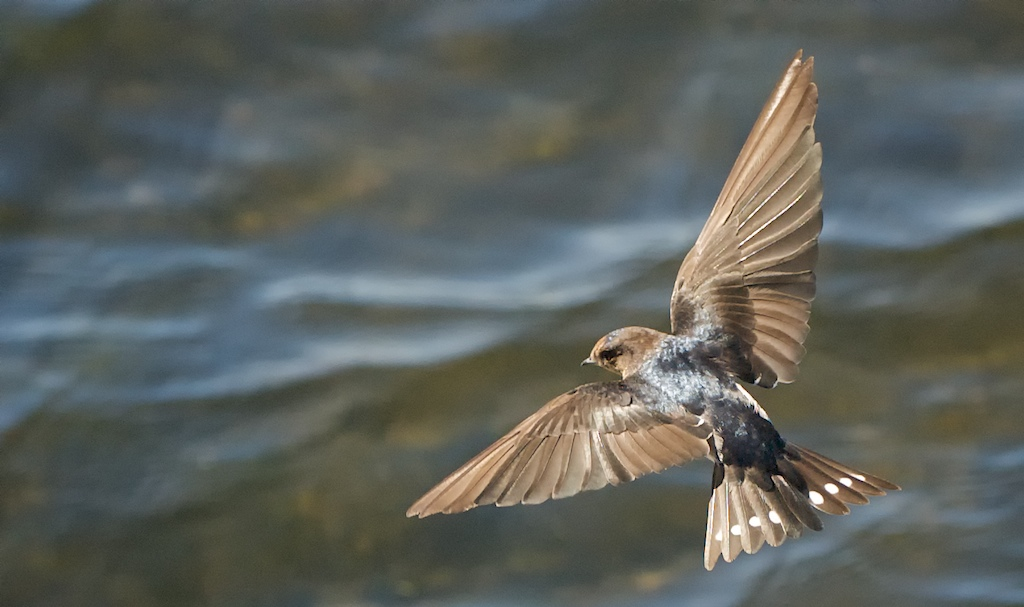